# Bogdalický vrch
Bogdalický vrch je přírodní rezervace v katastrálním území obce Suchohrad v okrese Malacky v Bratislavském kraji na Slovensku. Území bylo vyhlášeno v roce 1993 a jeho rozloha je 33,2 ha. Předmětem ochrany je zbytek lužního lesa s pestrým bylinným patrem. Převládajícím půdním typem je černice. Ze stromů v lese nejčastěji rostou jasan ztepilý (Fraxinus excelsior), topol bílý (Populus alba), dub letní (Quercus robur) a olše lepkavá (Alnus glutinosa).